# Justin Springer
Justin Springer (Burlington, 8 luglio 1993) è un ex calciatore nevisiano, di ruolo difensore.

## Carriera

### Club
Ha sempre giocato in Canada, con K-W United (quarta serie del campionato) e Guelph Gryphons.

### Nazionale
Ha debuttato in nazionale il 31 agosto 2016 nella partita pareggiata per 0-0 contro il Nicaragua.